# (12401) Tucholsky
(12401) Tucholsky est un astéroïde de la ceinture principale.

## Description
(12401) Tucholsky est un astéroïde de la ceinture principale. Il fut découvert le 21 juillet 1995 à Tautenburg par Freimut Börngen. Il présente une orbite caractérisée par un demi-grand axe de 2,39 UA, une excentricité de 0,18 et une inclinaison de 1,9° par rapport à l'écliptique.

## Compléments